# Off Brand
Off Brand es el álbum de estudio debut de la cantante estadounidense Kira Kosarin. Está producido por Benjamin Shapiro, Cooper Holzman, Danny Kosarin y Ryan Hartung. Fue lanzado el 29 de marzo de 2019 a través del propio sello de Kosarin, Off Brand Music a través de AWAL.

## Lista de canciones
| Off Brand |                            |                                                  |                            |          |  |
| N.º       | Título                     | Escritor(es)                                     | Productor(es)              | Duración |  |
| 1.        | «Crazy's Your Type»        | Benjamin Shapiro, Feli Ferraro y Kira Kosarin    | Shapiro                    | 2:51     |  |
| 2.        | «47 Hours»                 | Andrew Holyfield, Shapiro y Kosarin              | Shapiro                    | 3:11     |  |
| 3.        | «Area Code»                | Shapiro                                          | Shapiro, Ferrano y Kosarin | 2:49     |  |
| 4.        | «Wandering Eyes»           | Kosarin                                          | Cooper Holzman             | 2:52     |  |
| 5.        | «Love Me Like You Hate Me» | Kosarin                                          | Danny y Ryan Hartung       | 2:52     |  |
| 6.        | «Take This Outside»        | Dean Woodson, Foolish Ways y Kosarin             | Ways                       | 3:10     |  |
| 7.        | «Poison»                   | Antonio Moisés Albarran Zulaica, Isaac y Kosarin | Albarran Zulaica           | 2:37     |  |
| 20:31     |                            |                                                  |                            |          |  |

## Historial de lanzamiento
| Región | Fecha               | Formato                     | Discográfica          | Ref.        |
| ------ | ------------------- | --------------------------- | --------------------- | ----------- |
| Varios | 10 de abril de 2019 | Descarga digital, streaming | Off Brand Music, AWAL | [ 5 ] [ 2 ] |